# Kirchberg-Thening
Kirchberg-Thening (fino al 31 ottobre 1951 Kirchberg) è un comune austriaco di 2 355 abitanti nel distretto di Linz-Land, in Alta Austria. Capoluogo comunale è la località di Thening.